# Carl Birger Hasselrot
Carl Birger Hasselrot, född 5 oktober 1842 i Hovförsamlingen, Stockholm, död 8 april 1911 i Stockholm (folkbokförd i Köpings församling, Kalmar län), var en svensk jurist och politiker. Han var son till Carl Hasselrot och far till Per och Axel Hasselrot.
Hasselrot blev student vid Uppsala universitet 1859 och avlade där 1863 hovrätts- och kameralexamina. Han utnämndes 1876 till assessor i Göta hovrätt, blev 1877 sekreterare i lagutskottet och tillförordnad revisionssekreterare samt var 1880–1911 häradshövding i Ölands domsaga.
Hasselrot var ledamot av första kammaren för Älvsborgs läns valkrets 1880–1887 och för Kalmar läns södra valkrets 1889–1910, han hade därunder plats i lagutskottet 1885–1887, 1888–1904 (ordförande 1896–1902) samt i särskilda utskottet 1882 för lappfrågan och 1892 (urtima riksdagen) i försvarsutskottet.
Hasselrot, som i tullpolitiskt hänseende tillhörde kammarens protektionistparti, av vars förtroenderåd han varit medlem 1894–1907, intog i allmänhet en moderat och förmedlande ståndpunkt samt sympatiserade i beskattnings- och statsregleringsfrågor för de lantmannapartistiska åskådningarna.
Hasselrot var ledamot av sjöförsvars- (1880–1882), jordbrukslägenhets- (1891–1892), hospitals- (1894) och krigslagstiftnings- (1901–1902) kommittéerna samt biträdde dessutom i Justitie-, Civil- och Finansdepartementena vid utarbetandet av lagförslag rörande vissa delar av strafflagen, ägostyckning, arbetarförsäkring, stämpelbeskattning och arvsskatt etc.
Hasselrot var även ledamot av kyrkomötena 1883 och 1898. Han kreerades 1903 till juris hedersdoktor i Lund.